# Pasiczna (hromada Stara Sieniawa)
Pasiczna (ukr. Пасічна) – wieś na Ukrainie, w obwodzie chmielnickim, w rejonie chmielnickim, w hromadzie Stara Sieniawa. W 2001 liczyła 1091 mieszkańców, spośród których 1068 wskazało jako ojczysty język ukraiński, 19 rosyjski, 1 mołdawski, a 3 ormiański.